# Acri
Acri község (comune) Olaszország Calabria régiójában, Cosenza megyében.

## Fekvése
A város a Sila-fennsíkon fekszik a Mucone és Chalamo folyók közötti területen, a megye központi részén. Határai: Bisignano, Celico, Corigliano Calabro, Longobucco, Luzzi, Rose, San Cosmo Albanese, San Demetrio Corone, San Giorgio Albanese, Santa Sofia d’Epiro és Vaccarizzo Albanese.

## Története
A város elődjét a Magna Graeciában megtelepedő görögök alapították Pandosia Bruzia néven. Mivel a fontosabb kereskedelmi útvonalaktól távol esett stratégiai szempontból csekély jelentőséggel bírt. A középkor során nápolyi nemesi családok birtokolták. 1806-ban lett önálló, miután a Nápolyi Királyságban felszámolták a feudalizmust.

## Népessége
A népesség számának alakulása:

## Főbb látnivalói
- Pandosia Bruzia városának romjai
- Palazzo Gencarelli
- Palazzo Sanseverino
- Palazzo Padula
- Santa Maria Maggiore-templom
- Santa Chiara-templom
- San Nicola di Mira-templom
- San Francesco-templom
- Madonna del Rinfresco-templom
- Beato Angelo d’Acri-bazilika